# Cândido Costa
Cándido Alves Moreira da Costa (* 30. Mai 1981 in São João da Madeira) ist ein ehemaliger portugiesischer Fußballspieler. Er bestritt insgesamt 174 Spiele in der portugiesischen Primeira Liga und der rumänischen Liga 1.

## Karriere
Aus der Jugend von Benfica Lissabon hervorgegangen begann die Karriere von Cândido Costa im Jahr 1999 bei SC Salgueiros in der portugiesischen Primeira Liga. Im Winter wechselte er zum FC Porto, wo er zunächst nur in der zweiten Mannschaft zum Einsatz kam. Vor Beginn der Saison 2000/01, kam er in den Kader der ersten Mannschaft, wurde dort aber nur unregelmäßig eingesetzt.
Um Spielpraxis zu sammeln, wurde Costa in der Rückrunde der Saison 2002/03 an den Ligakonkurrenten Vitória Setúbal ausgeliehen, wo er den Abstieg in die Liga de Honra nicht verhindern Konto. Nach der Rückkehr nach Porto vereinbarte sein Klub erneut ein Leihgeschäft – diesmal mit Derby County aus der englischen Football League First Division (damals noch die zweithöchste Spielklasse). Mit Derby gelang ihm knapp der Klassenerhalt.
Im Sommer 2004 verließ Costa Porto und wechselte innerhalb der SuperLiga zu Sporting Braga. Auch in Braga kam er nicht regelmäßig zum Einsatz, so dass er im Sommer 2006 zum Ligakonkurrenten Belenenses Lissabon wechselte. War er dort zunächst noch Stammspieler, wurden seine Einsätze später seltener. Gleichzeitig fiel der Klub aus dem Mittelfeld der Tabelle in den Abstiegskampf. Nachdem in der Saison 2008/09 der Abstieg nur aufgrund des Zwangsabstiegs von Estrela Amadora vermieden werden konnte, musste Belenenses in der folgenden Spielzeit absteigen, wobei Costa nur in einem Drittel der Spiele eingreifen konnte.
Zur Saison 2010/11 verließ er Portugal und schloss sich dem rumänischen Verein Rapid Bukarest an. Dort konnte er sich nicht durchsetzen und kam nur unregelmäßig zum Einsatz. Im Sommer 2012 kehrte er in sein Heimatland zurück. Nach einigen Jahren bei unterklassigen Klubs beendete er im Jahr 2015 seine Laufbahn.